# Segelfluggelände Dornberg bei Sontra

i7
i11
i13
Das Segelfluggelände Dornberg bei Sontra ist ein Segelfluggelände unweit von Sontra im Werra-Meißner-Kreis (Hessen).

## Flugbetrieb
Das Segelfluggelände ist mit einer 700 m langen und 30 m breiten Start- und Landebahn aus Gras (Richtung 12/30) ausgestattet. Es besitzt eine Betriebszulassung für Segelflugzeuge, Motorsegler, Ultraleichtflugzeuge, soweit sie in der Halterschaft des Mittelhessischen Vereins für Flugsport Sontra/Bebra e. V. stehen, und Luftfahrzeuge bis 2000 kg Höchstmasse, soweit die bestimmungsgemäß zum Schleppen von Luftfahrzeugen eingesetzt werden oder die Flüge im ursächlichen Zusammenhang damit stehen. Als Startarten sind Flugzeugschleppstart und Windenstart zugelassen. Der Halter und Betreiber des Segelfluggeländes ist der Mittelhessische Verein für Flugsport Sontra/Bebra e. V.

## Geschichte
Der Mittelhessische Verein für Flugsport Sontra/Bebra e. V. wurde am 17. August 1950 gegründet. Im Juni 1968 erteilte die Genehmigungsbehörde die vorläufig Zulassung des Segelfluggeländes Dornberg bei Sontra. Der Probebetrieb wurde im September 1968 durchgeführt. Die offizielle Einweihung und Inbetriebnahme fand am 3. Mai 1970 statt.